# Invernadero y colección de plantas de la Universidad de Illinois
El Invernadero y colección de plantas de la Universidad de Illinois en inglés: University of Illinois Conservatory and Plant Collection es un jardín botánico e invernadero de 186 m² (2.000 pies cuadrados), en el campus de la Universidad de Illinois en Urbana-Champaign, en Urbana, Illinois. 

## Localización
University of Illinois Conservatory and Plant Collection, 1201 South Dorner Drive, Urbana, Champaign county, Illinois 61801 United States of America-Estados Unidos de América. 
Planos y vistas satelitales.40°6′8.64″N 88°13′21″O / 40.1024000, -88.22250
- Área total de invernaderos: 186 Metros

El invernadero está generalmente abierto al público todos los días cuando la universidad está en sesión, aunque puede ser cerrado para las clases, investigaciones o eventos especiales.

## Historia
El invernadero fue creado para suminnistrar material vivo de plantas para los trabajos de investigación y estudio de la cátedra de Biología Vegetal de la Universidad de Illinois en Urbana-Champaign.
El invernadero de Biología Vegetal es la base de una amplia variedad de actividades docentes y de investigación en el Departamento de Biología Vegetal, de la Facultad de Ciencias de la Vida, a través de la Universidad de Illinois. 

## Colecciones
Actualmente en 2012, las casas del invernadero albergan más de 200 especies y 60 familias de plantas tropicales y subtropicales, seleccionadas por su interés botánico o su importancia económica. 
Invernaderos separados contienen helechos, bromelias, cycas, orquídeas, plantas carnívoras, hierbas y especias vegetales, así como cactus, euphorbias y otras plantas suculentas. 
También hay un jardín de mariposas al aire libre.
Entre las plantas de un interés especial se incluyen Brighamia insignis, Lebronnecia kokioides, y Sauromatum venosum